# Wacken Open Air
Wacken Open Air (W:O:A) é um festival de heavy metal que acontece no verão europeu, ao ar livre. Ele ocorre anualmente na pequena vila de Wacken, em Schleswig-Holstein, norte da Alemanha. Todos os anos, o festival atrai dezenas de milhares de pessoas, provenientes dos mais diferentes países, além de fãs de black metal, death metal, power metal, thrash metal, symph metal, folk metal e até mesmo metalcore, new metal e hard rock.
A primeira edição do festival aconteceu em agosto de 1990 e envolveu apenas bandas relativamente desconhecidas alemãs. Inicialmente, o casting costumava ser formado principalmente por conjuntos da Escandinávia e da Europa em geral; posteriormente, bandas brasileiras, australianas e estadunidenses, dentre outras, também passaram a se fazer presentes em diferentes edições do festival. Gradativamente, o evento foi evoluindo ao longo de suas diversas edições e, atualmente, é considerado o maior festival de heavy metal do continente europeu. Tendo uma duração inicial de apenas dois dias, posteriormente o festival passou a se estender por três dias.

## O Metal Battle
O Metal Battle é um evento dentro do Wacken que dá oportunidade a várias bandas relativamente pequenas de tocar em um festival de grande porte como o Wacken. Foi assim que os conjuntos brasileiros Tuatha de Danann, Torture Squad, Threat, Silence Means Death e Cangaço, em 2005, 2006, 2007, 2008, 2009 e 2010 respectivamente, tiveram a oportunidade de entrar no festival, com vitória mundial das bandas brasileiras nos anos de 2005 (Tuatha de Danann) e 2007 (Torture Squad). Trata-se de uma espécie de competição. As bandas tocam em um palco menor, dentro de uma área coberta, por um período de cerca de 30 minutos, perante uma banca de juízes, geralmente formada por jornalistas especializados. O vencedor ganha um contrato com a Armaggedon Music e é homenageado no palco principal, antes da atração da terceira e última noite do evento.

## Cancelamento em 2020
Pela primeira vez desde seu surgimento, o festival Wacken Open Air sofreu um cancelamento, no ano de 2020, de modo que foi adiado para o ano seguinte, 2021, num primeiro momento. Isto se deveu à pandemia de COVID-19 e às consequentes determinações de isolamento social, determinações estas que evoluíram à proibição de qualquer ajuntamento em massa.

## Algumas das bandas que já passaram pelo Wacken

### Alemãs

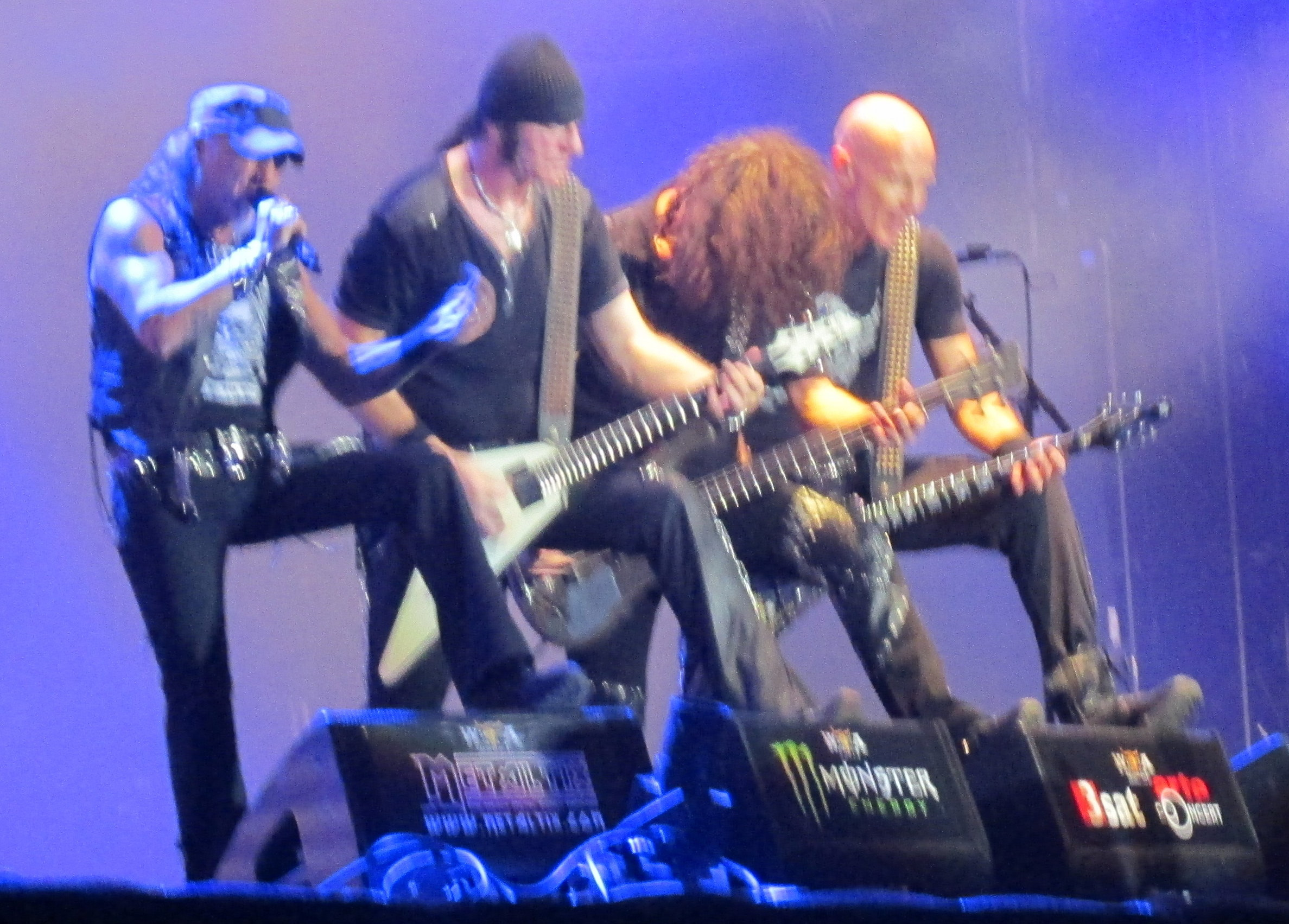
Mark Tornillo, Herman Frank, Peter Baltes e Wolf Hoffmann, integrantes da banda Accept, na edição de 2014 do Wacken Open Air.

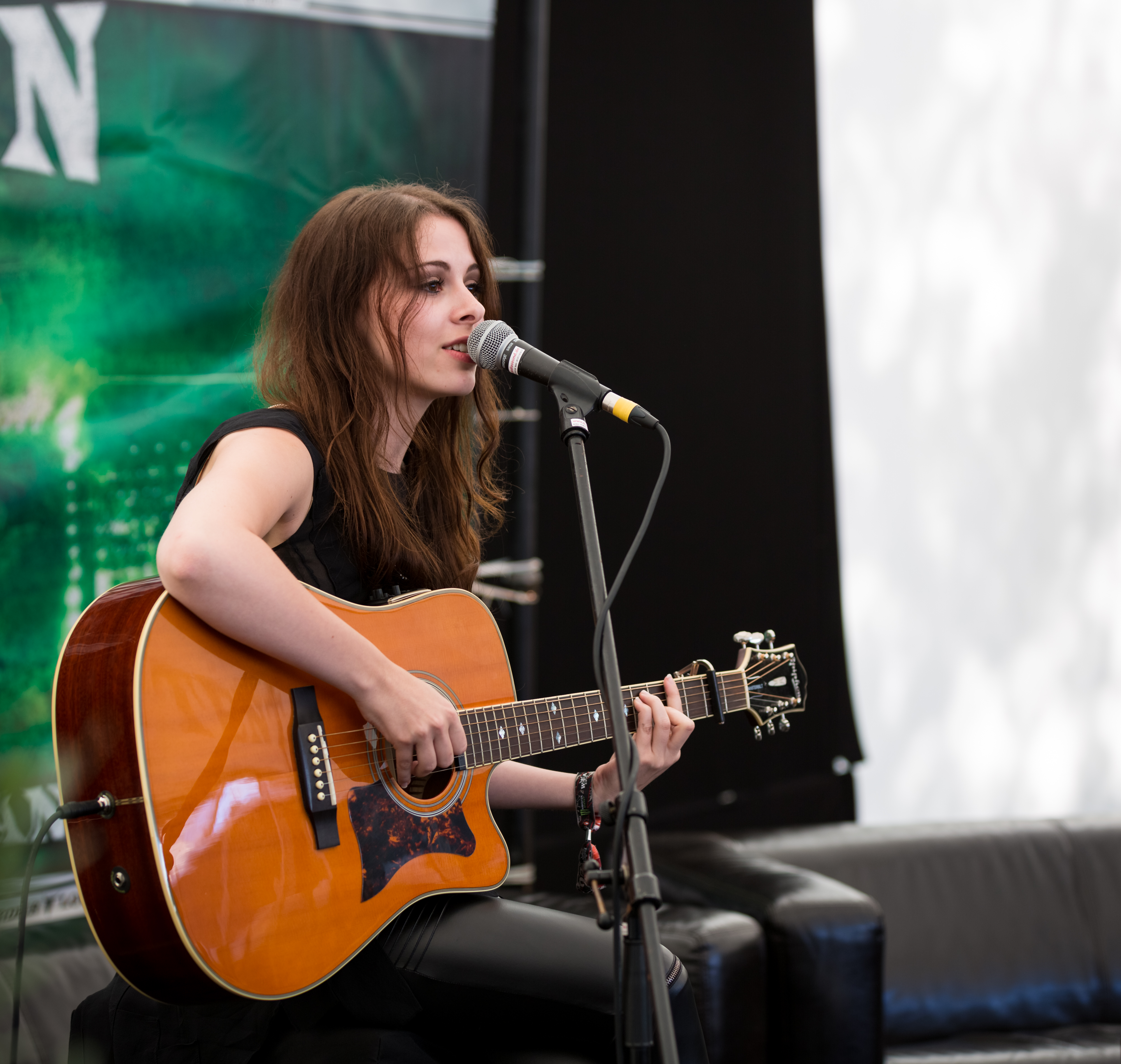
Jennifer Haben, vocalista da banda alemã Beyond the Black, em apresentação acústica, na edição de 2016 do Wacken Open Air.

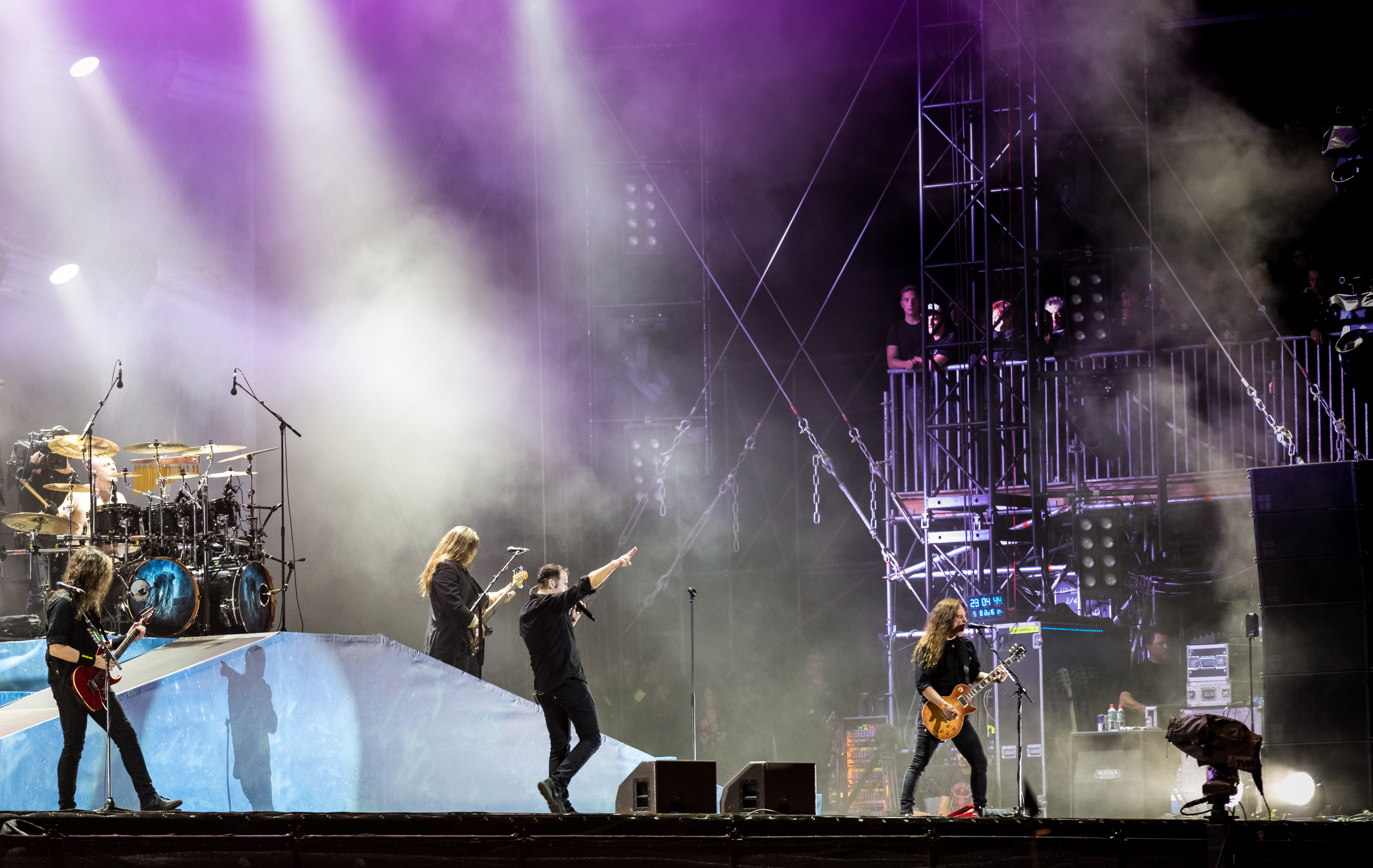
Apresentação da banda alemã Blind Guardian, na edição de 2016 do Wacken Open Air.

- Accept

- Agathodaimon
- Angel Dust
- ASP
- Atrocity
- Avantasia
- Axel Rudi Pell
- Axxis
- Beyond the Black

- Blind Guardian

- Crematory
- Destruction
- Disillusion
- Doro
- Edguy
- Equilibrium
- Grave Digger
- Haggard
- Helloween
- Kadavar
- Kreator
- Pink Cream 69
- Primal Fear
- Rage
- Rammstein
- Running Wild
- Scorpions
- Sodom
- Tankard
- Uli Jon Roth

### Americanas

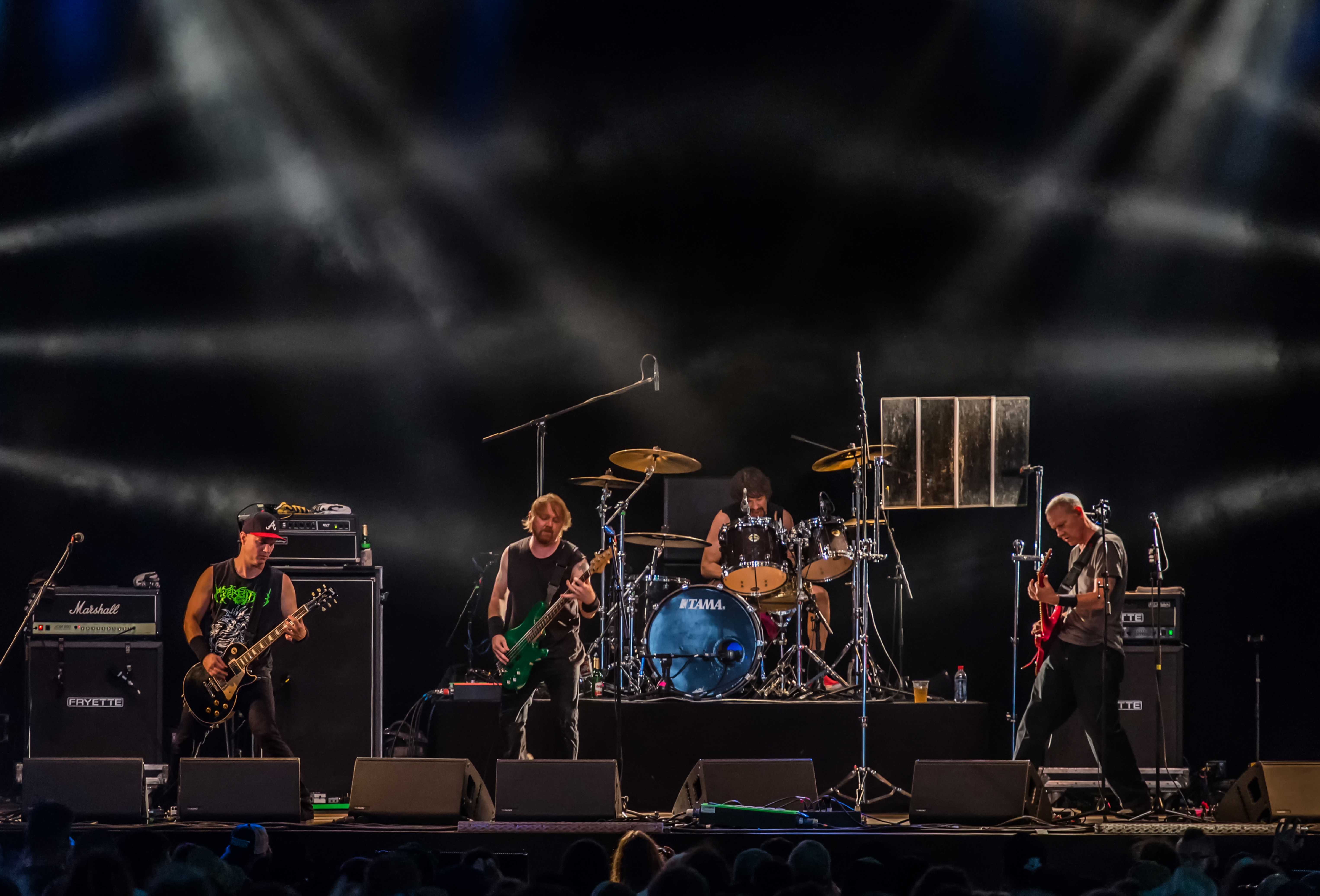
Banda Helmet, se apresentando na edição de 2018 do Wacken Open Air.

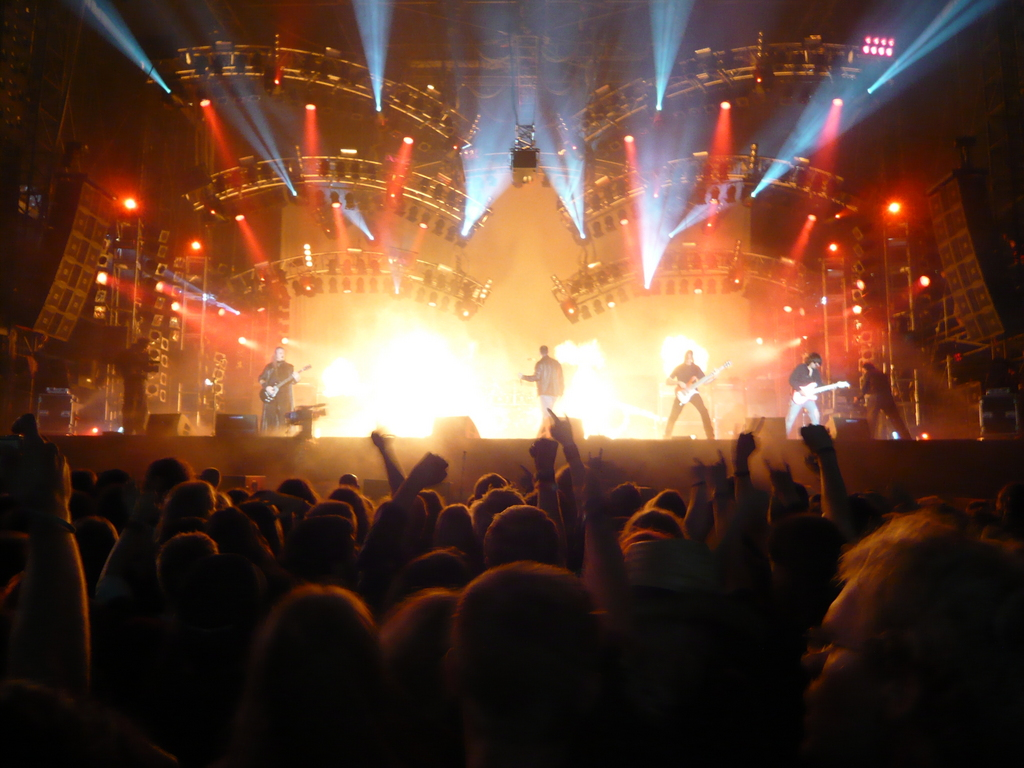
Apresentação da banda estadunidense Iced Earth, no Wacken Open Air, em 2007

- Alice Cooper
- Anthrax
- As I Lay Dying
- Atheist
- Avenged Sevenfold
- Blue Öyster Cult
- Crowbar
- Danzig
- DokkenApresentação da banda estadunidense Iced Earth, no Wacken Open Air, em 2007

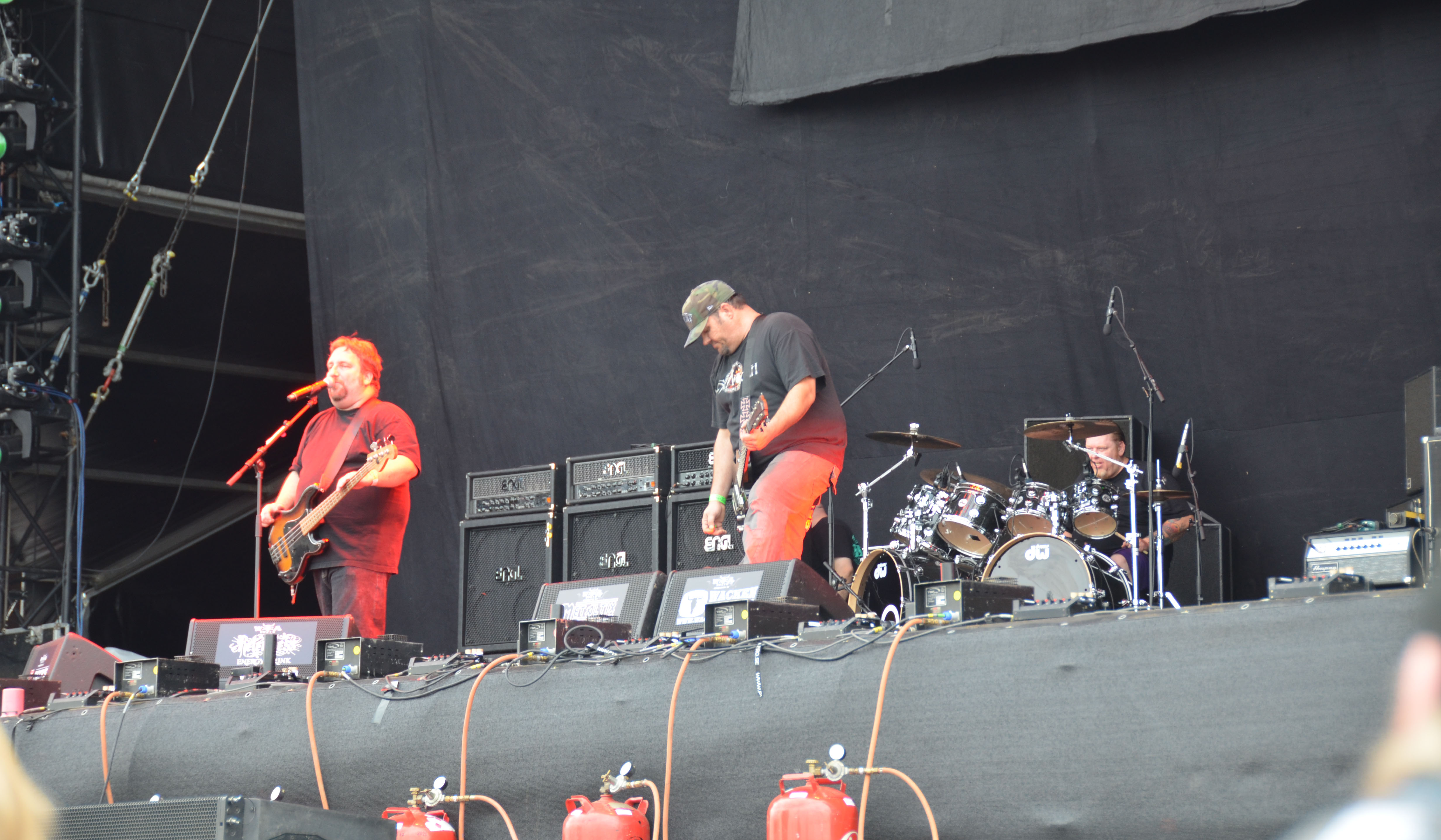
Sacred Reich, se apresentando em uma das edições do Wacken Open Air.

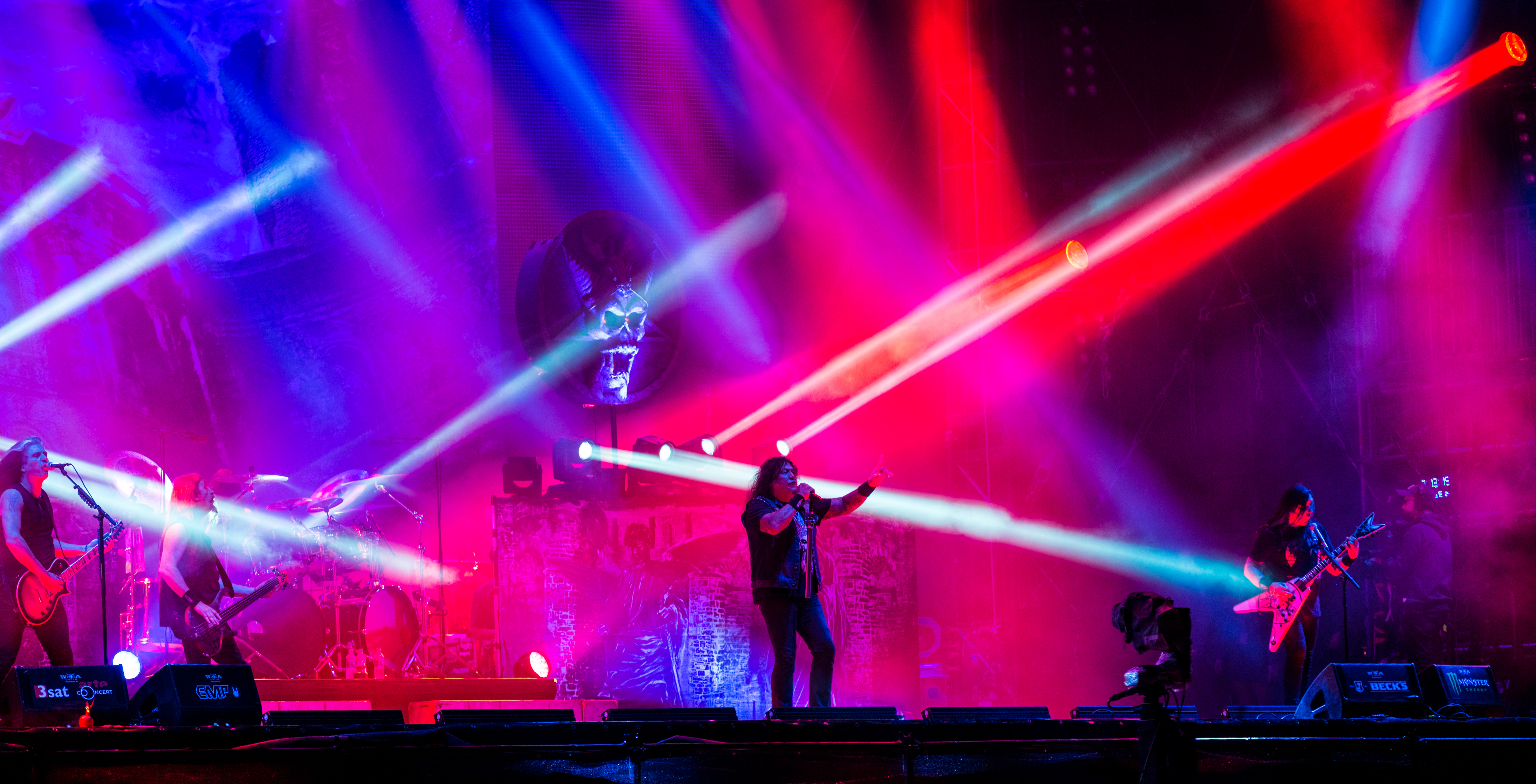
A banda Testament, durante apresentação em uma das edições do Wacken Open Air.

- Dream Theater
- Dropkick Murphys
- Exodus
- GWAR
- Helmet
- Iced Earth
- Kamelot

- Megadeth
- Metal Church
- Ministry
- Nile
- Nuclear Assault
- Obituary
- Of Mice & Men
- Overkill
- Pentagram
- PossessedA banda Testament, durante apresentação em uma das edições do Wacken Open Air.
- Queensrÿche[4]
- Rob Zombie[4]
- Sacred Reich

- Six Feet Under
- Slayer
- Testament
- Trivium
- Twisted Sister
- Ugly Kid Joe

### Argentinas

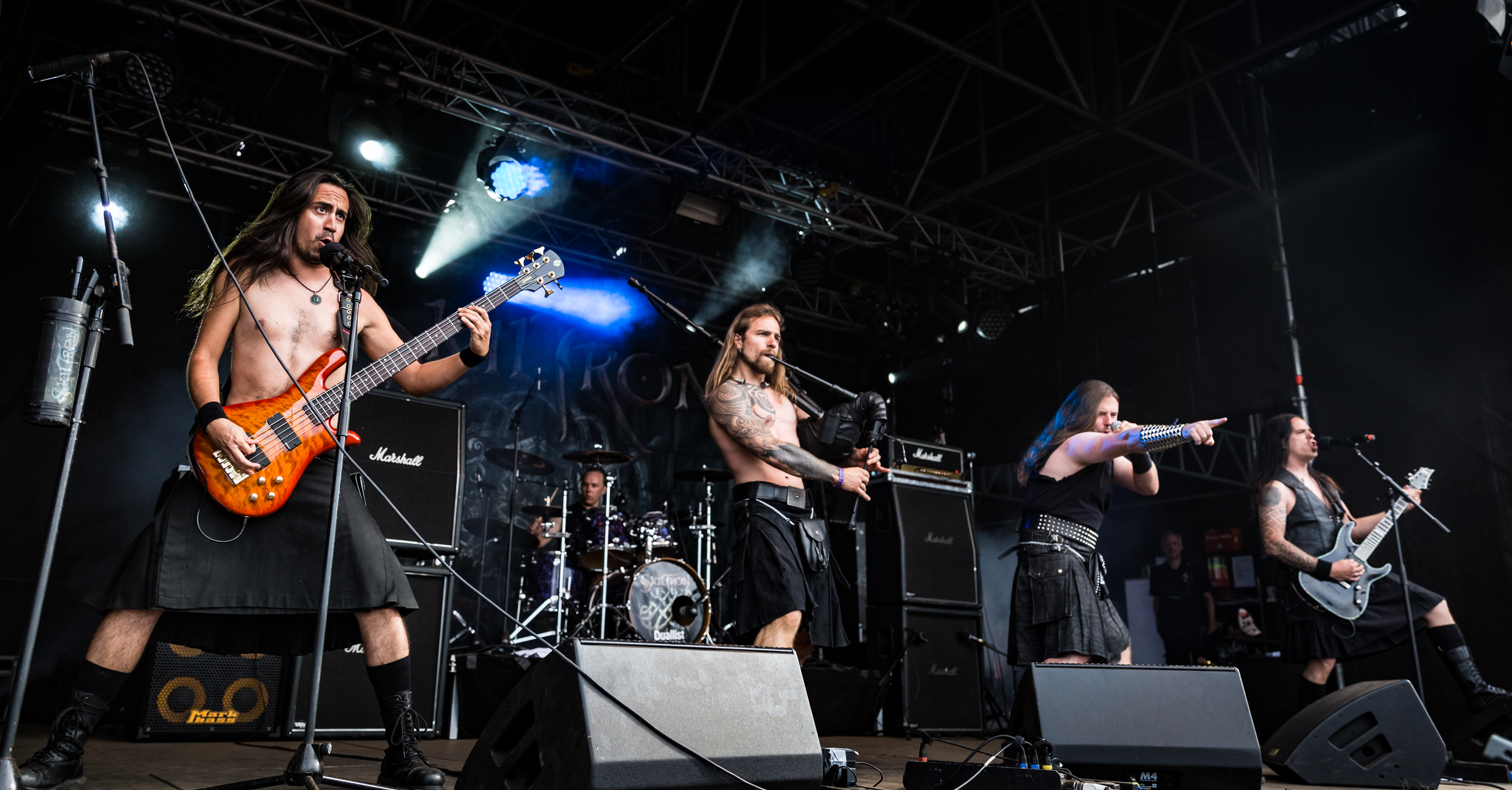
Skiltron, a primeira banda argentina a se apresentar no Wacken Open Air, em 2018

- Skiltron

### Australianas
- Airbourne
- Parkway Drive
- Rose Tattoo

### Austríacas
- Belphegor

### Brasileiras
- Angra
- Korzus
- KrisiunApresentação da banda brasileira Sepultura, numa das edições do Wacken Open Air.

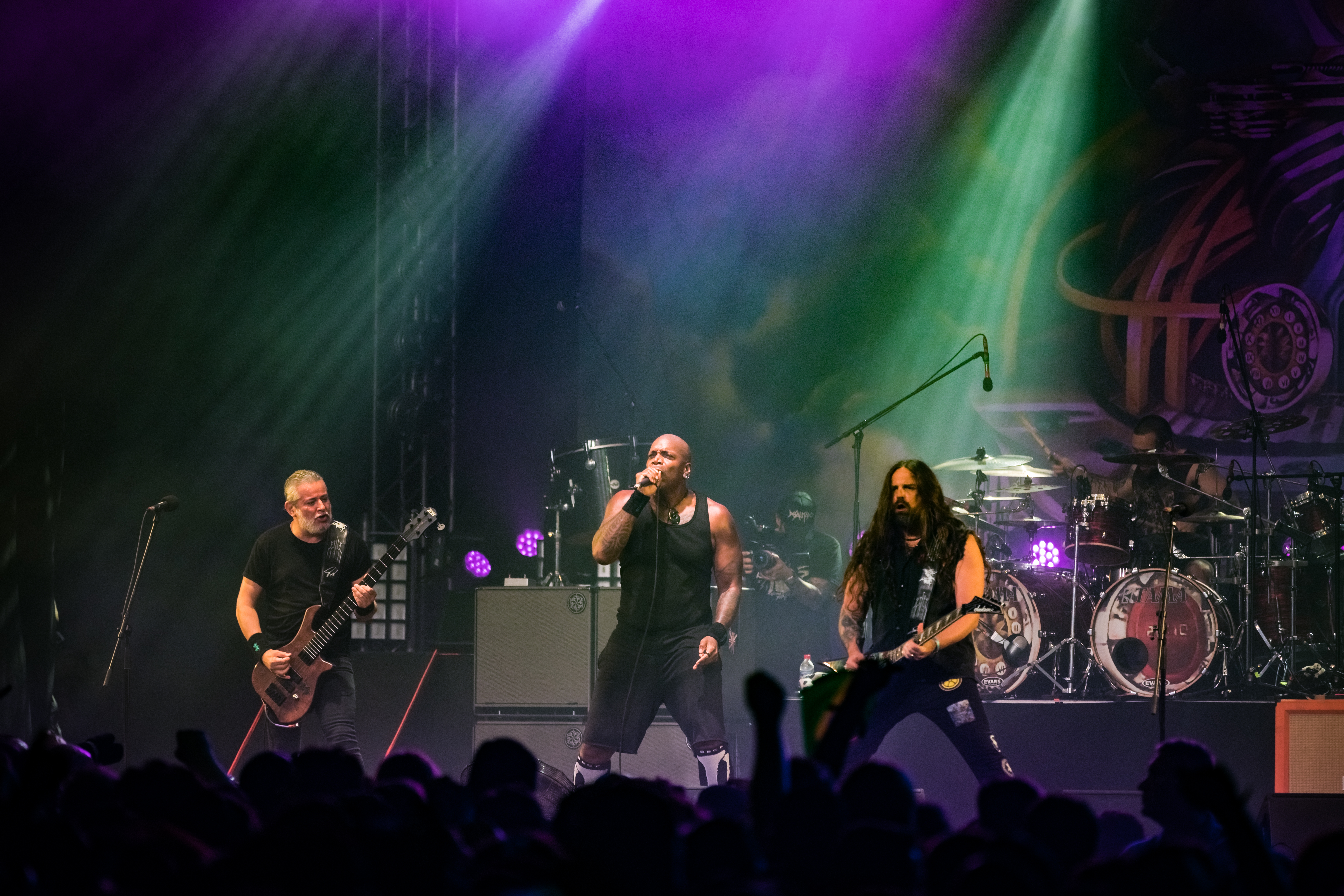
Apresentação da banda brasileira Sepultura, numa das edições do Wacken Open Air.

- Nervosa (primeira banda do Brasil escalada para a edição do festival em 2020)[5][6]
- Sepultura

- Threat.[7][8]
- Torture Squad
- Tuatha de Danann

### Canadenses

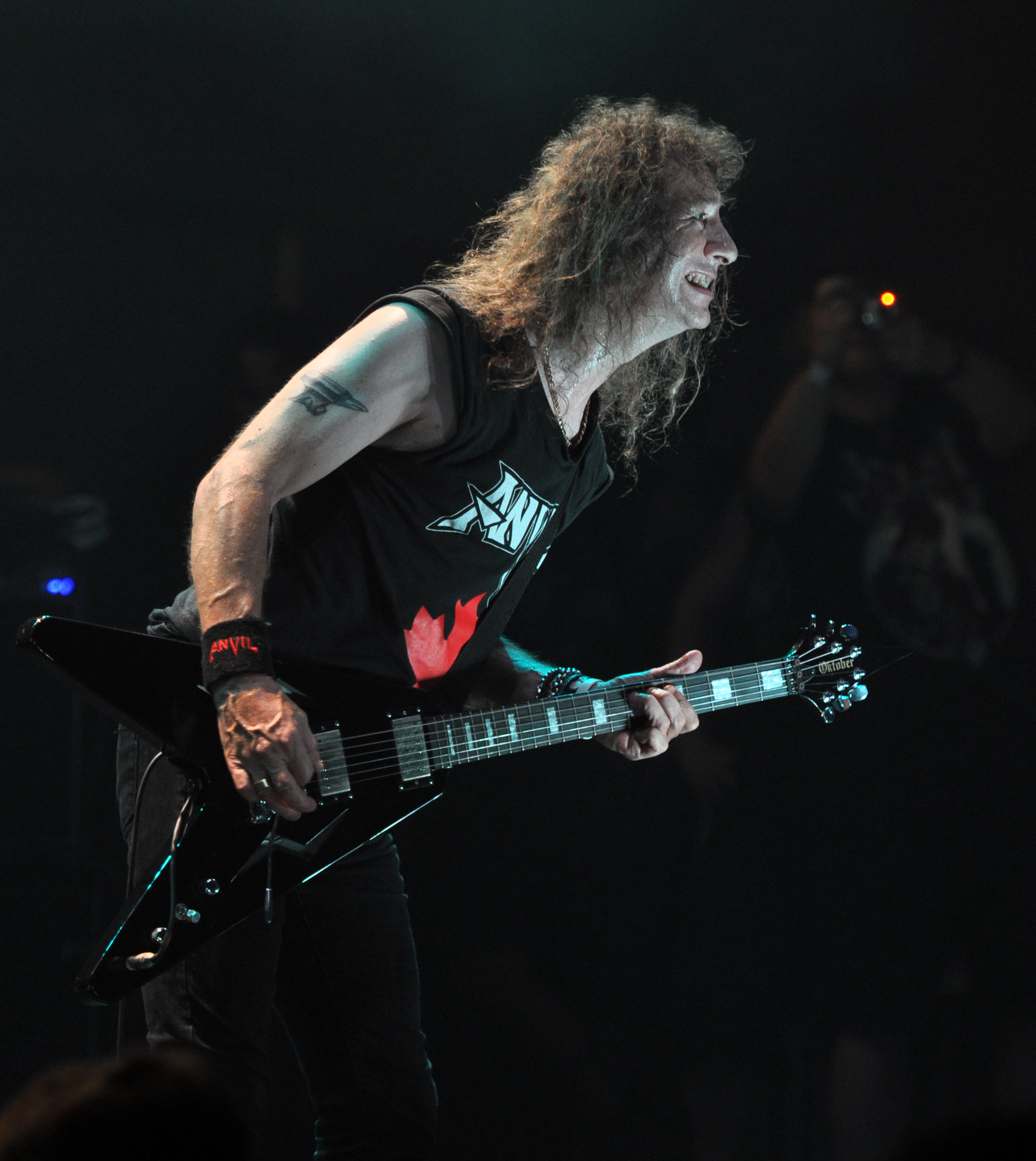
Steve "Lips" Kudlow da banda Anvil, no Wacken Open Air 2013

- 3 Inches of Blood
- Annihilator
- Anvil
- Cryptopsy
- Danko Jones
- Despised Icon
- Devin Townsend
- Exciter
- Kataklysm
- Kobra and the Lotus[9][10]
- Razor

### Dinamarquesas
- Artillery
- Mercyful Fate

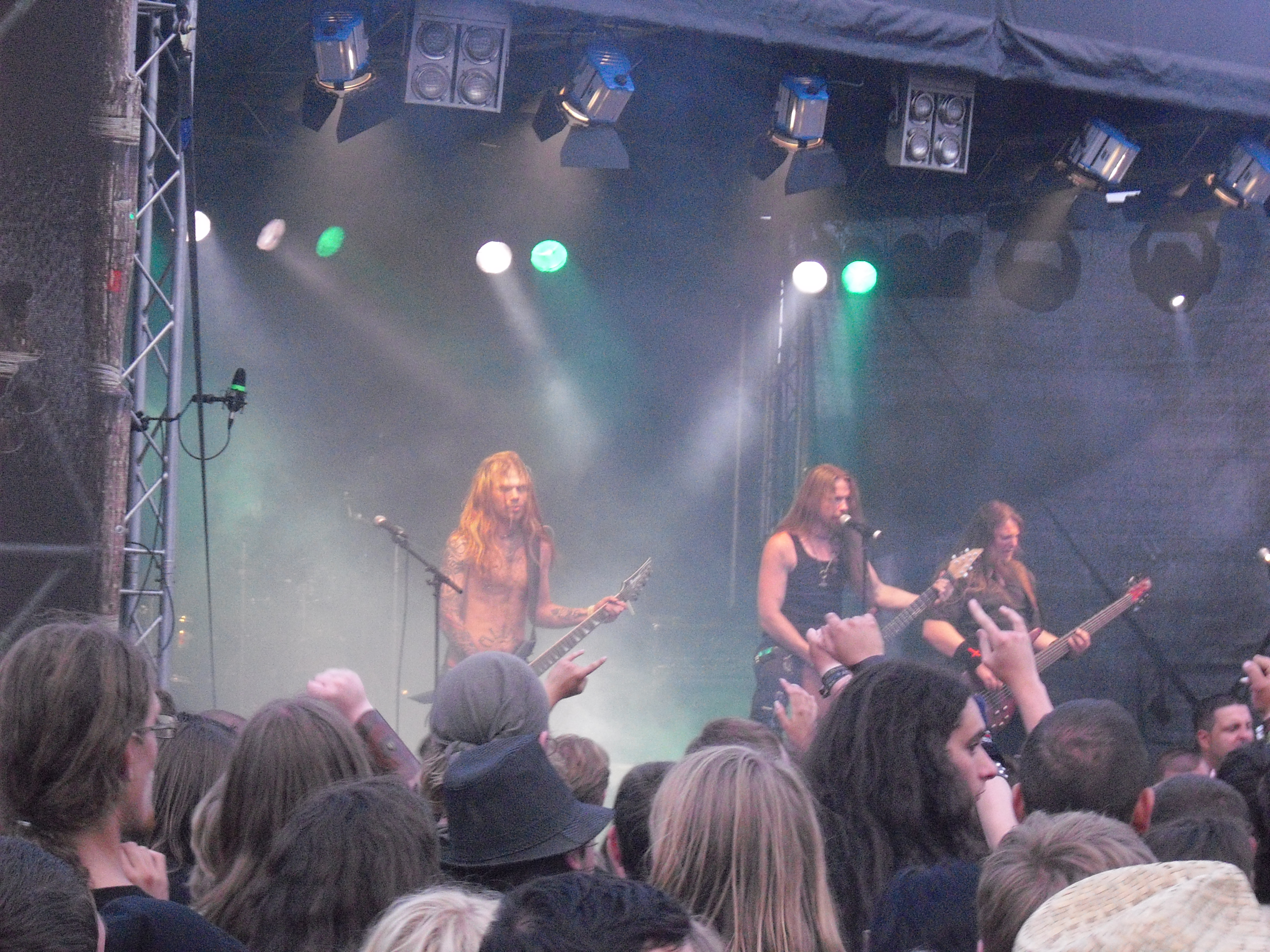
A banda Týr, das Ilhas Faroes, em apresentação no Wacken Open Air, em 2010

- Týr (banda das Ilhas Faroes, território da Dinamarca)

- Volbeat

### Finlandesas

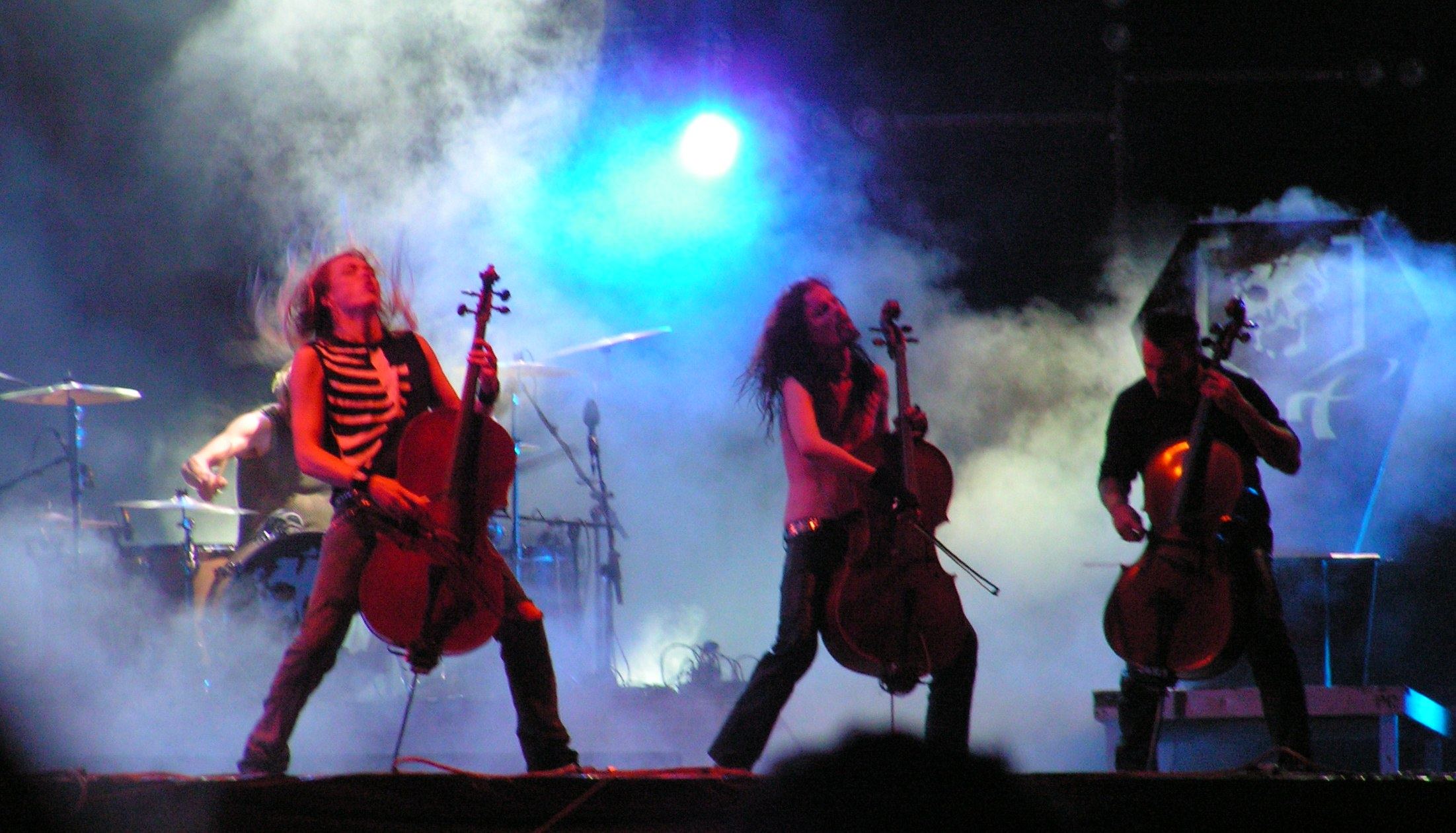
Apresentação da banda Apocalyptica, na edição de 2005 do Wacken Open Air

- Amorphis
- Apocalyptica

- Children of Bodom
- Ensiferum
- FinntrollApresentação da banda Apocalyptica, na edição de 2005 do Wacken Open Air
- Griffin
- Kotipelto
- Kalmah
- Korpiklaani
- Lordi
- Nightwish
- Stratovarius
- Tarja Turunen

### Francesas

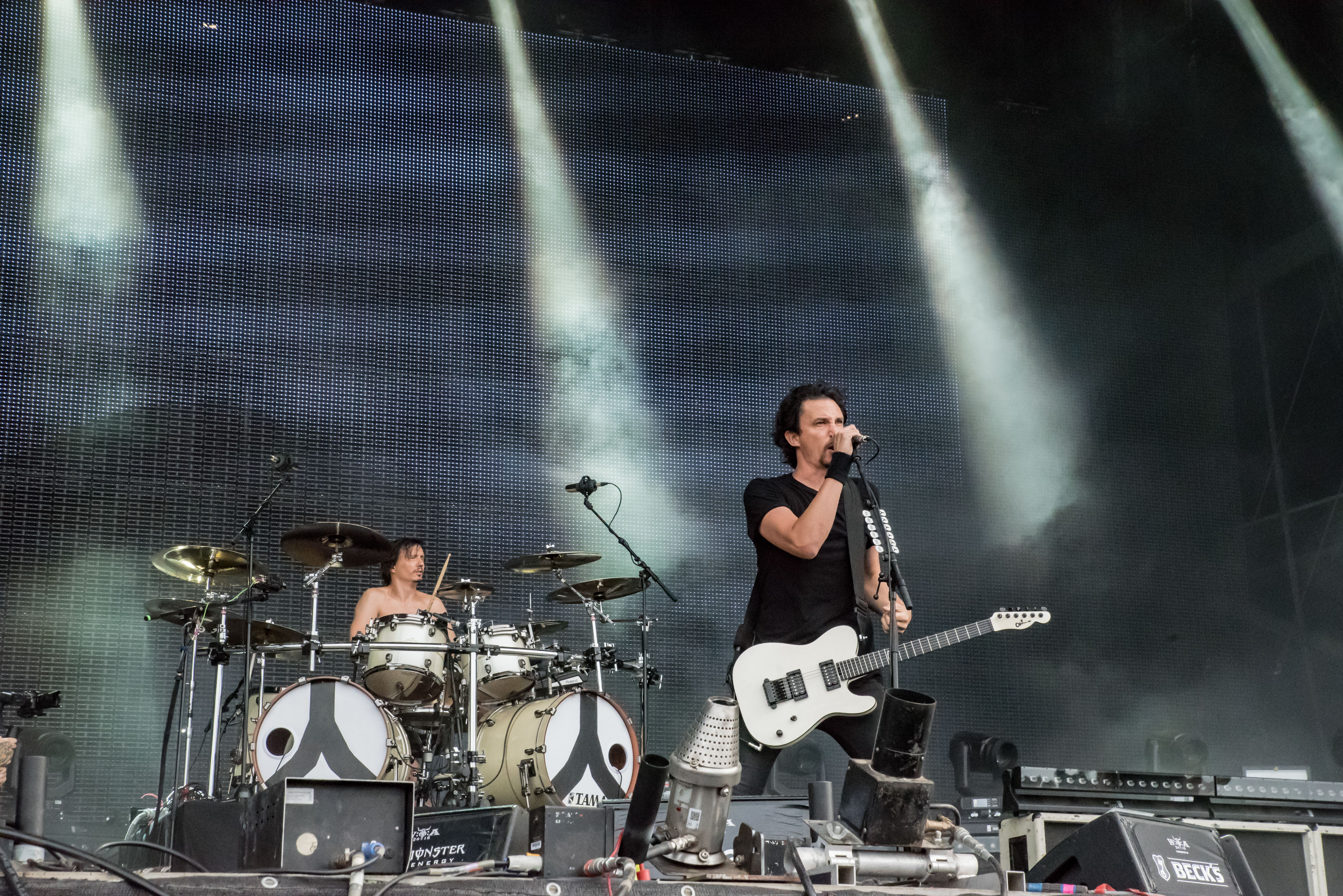
Apresentação da banda francesa Gojira, no Wacken Open Air 2018

- Gojira
- Heavenly
- The Killers
- Nightmare
- Eths

### Galesas
- Bullet For My Valentine

### Gregas
- Rotting Christ

### Holandesas

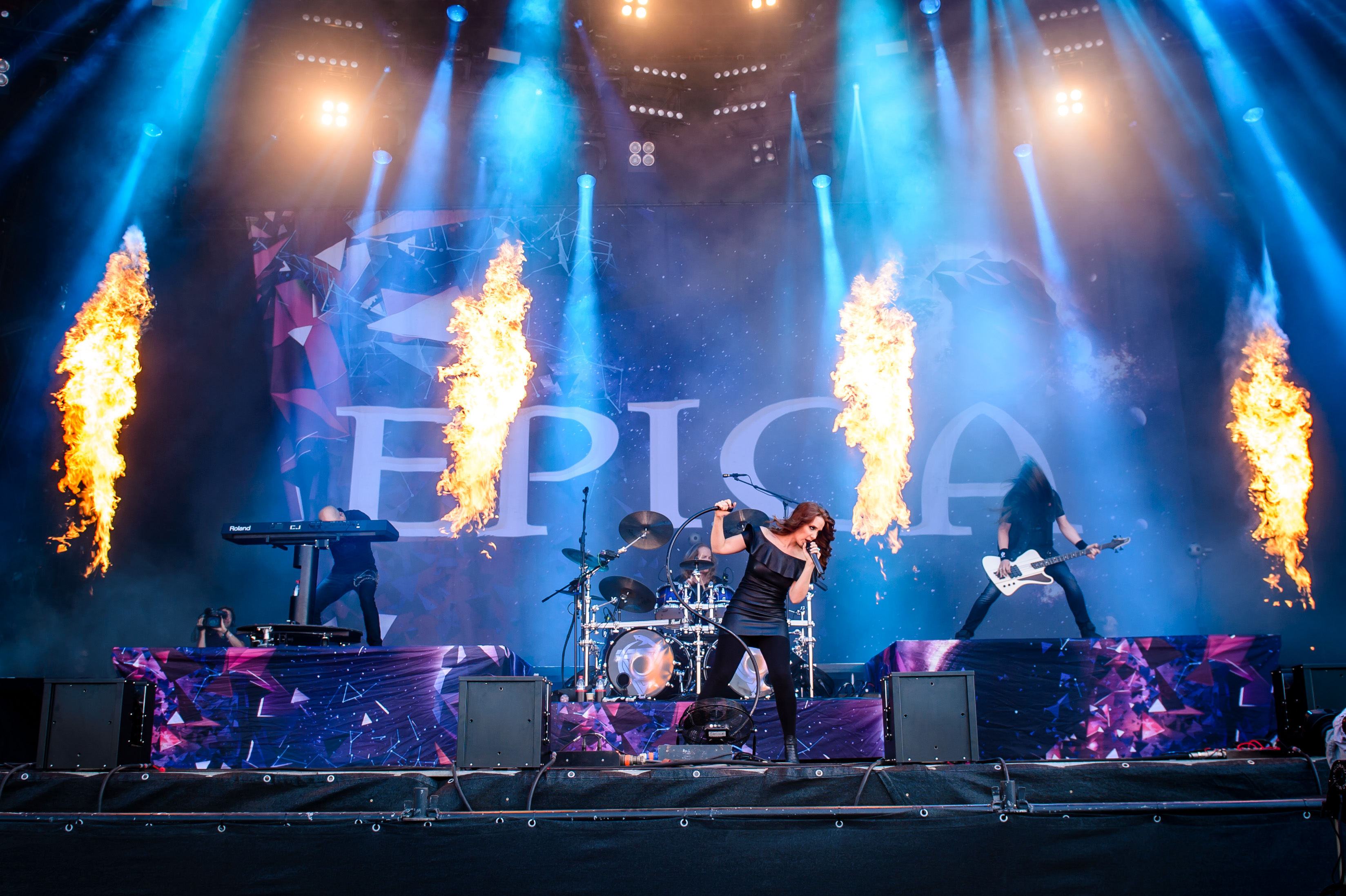
Apresentação da banda holandesa Epica, no Wacken Open Air 2018.

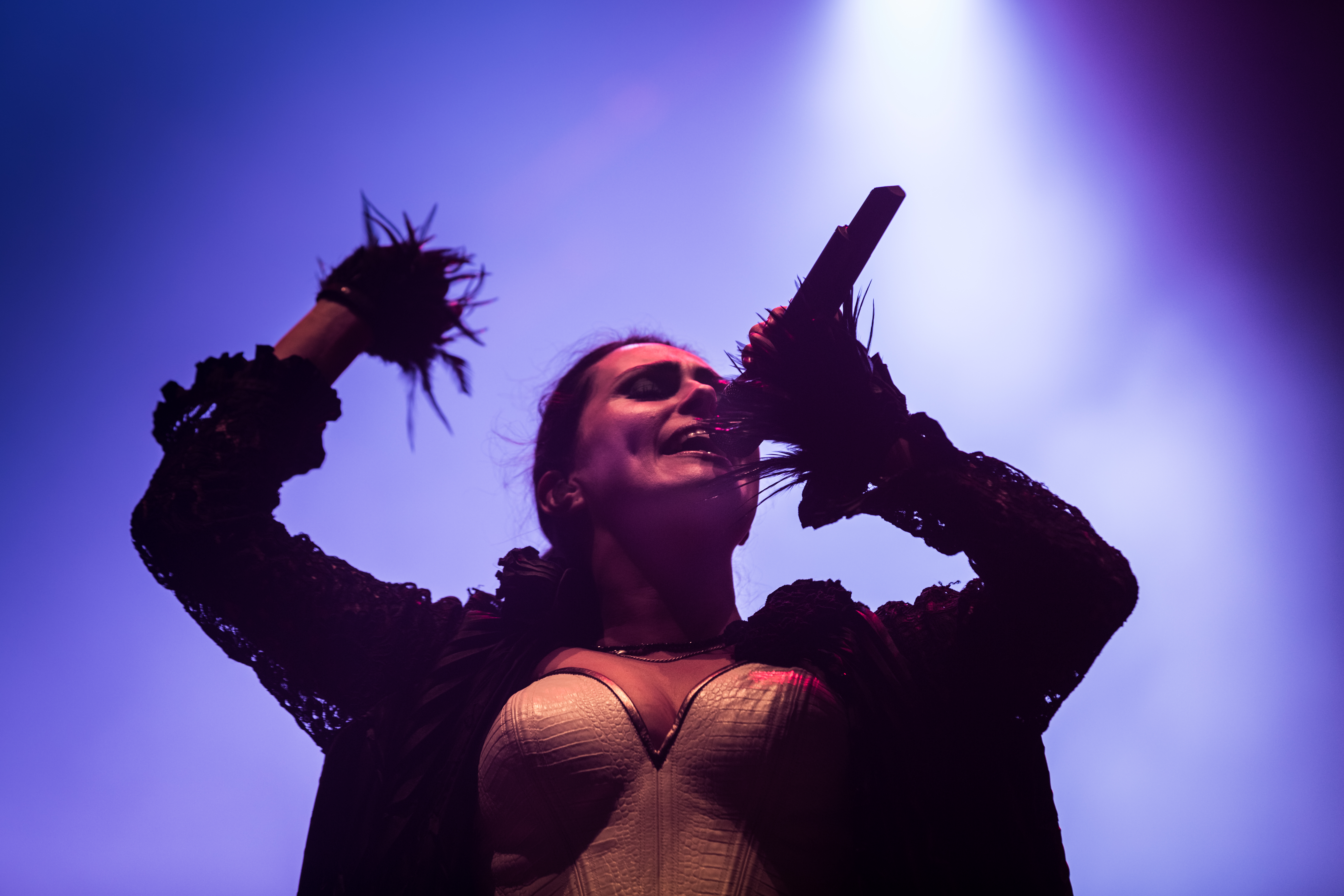
Sharon den Adel, vocalista da banda holandesa Within Temptation

- After Forever
- Delain
- Epica

- The Gathering
- God Dethroned
- Gorefest
- Mennen
- Soulburn
- Within Temptation[4]

### Húngaras
- Dalriada
- Ektomorf

### Indonésias
- Voice Of Baceprot

### Inglesas

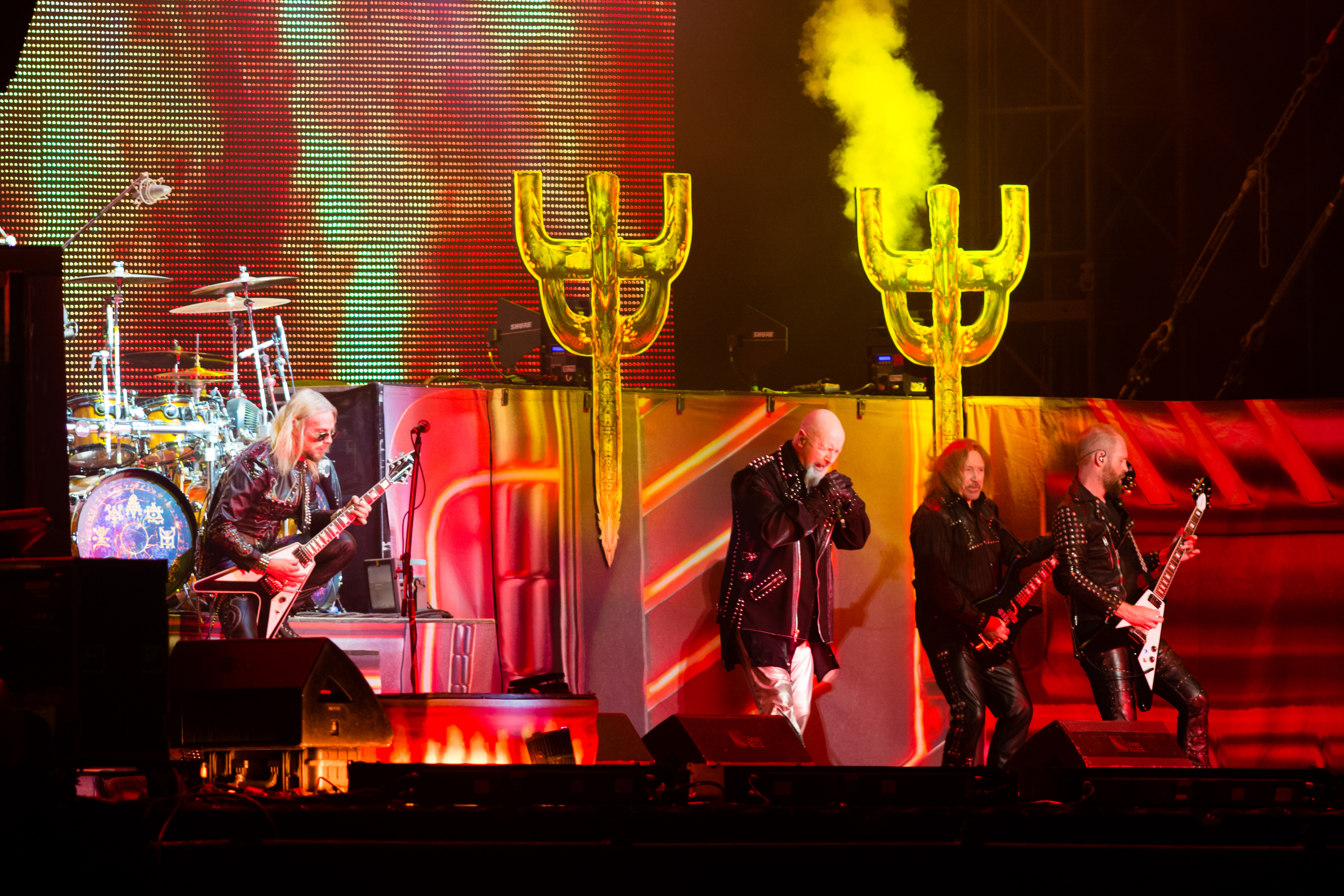
Apresentação da banda inglesa Judas Priest, na edição de 2018 do Wacken Open Air.

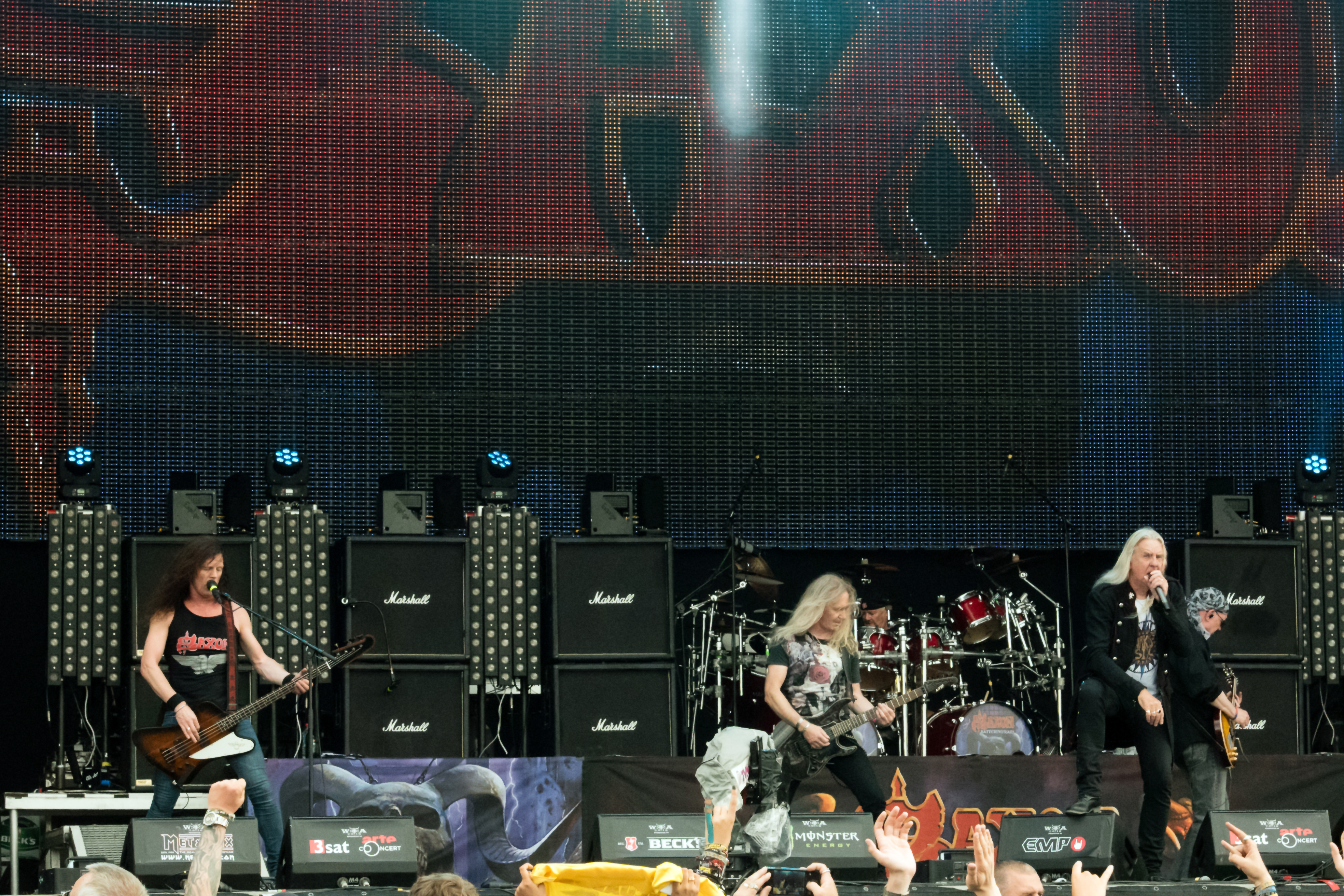
Apresentação da banda Saxon, na edição de 2016 do Wacken Open Air.

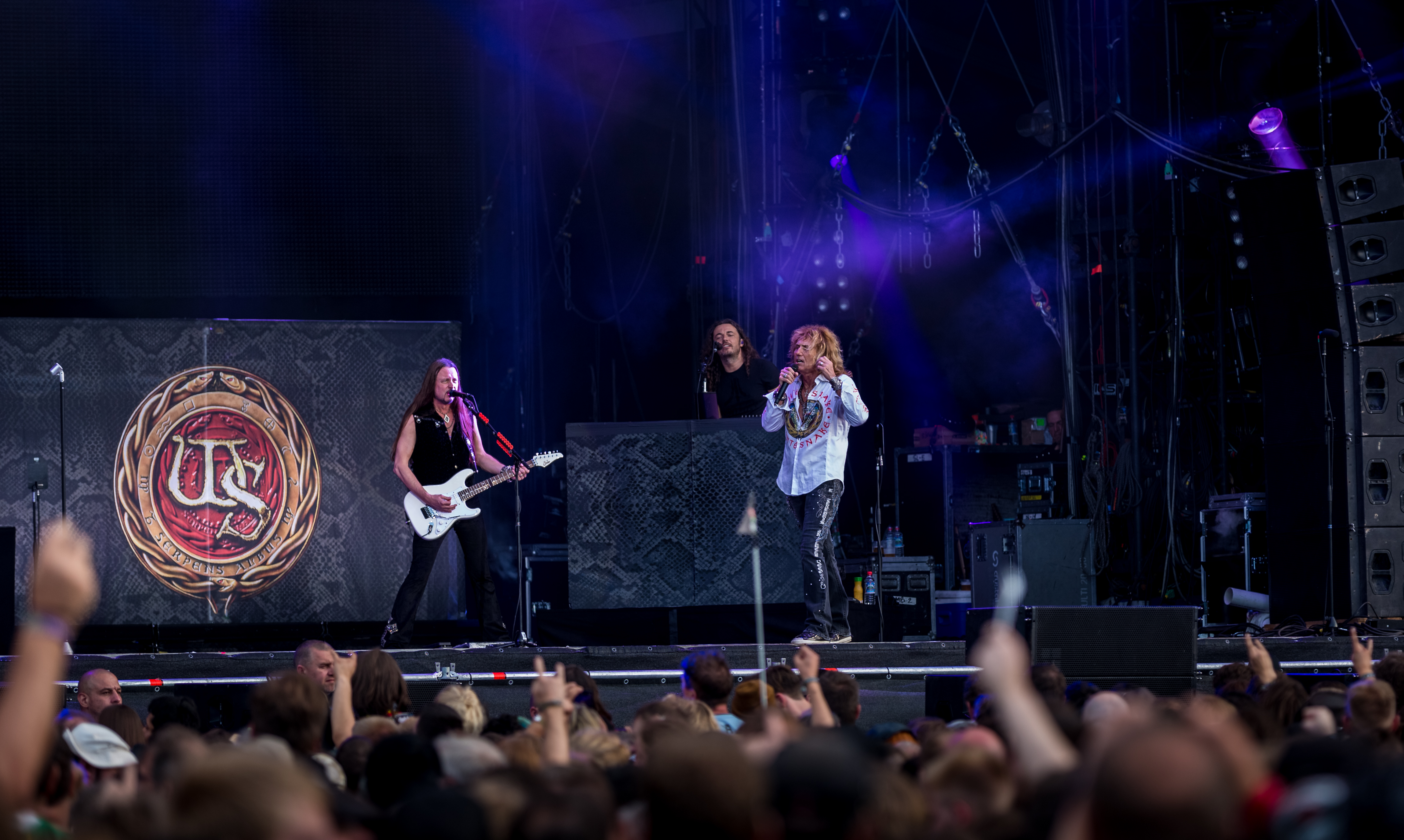
Apresentação da banda Whitesnake, na edição de 2016 do Wacken Open Air.

- Angel Witch
- Bal-Sagoth
- Benediction
- Blaze
- Bruce Dickinson
- Bullet For My Valentine
- Carcass
- Cathedral
- Cradle of Filth
- The Cult
- Deep Purple
- Diamond Head
- Dragonforce
- Electric Wizard
- Girlschool
- Gloryhammer
- Grim Reaper
- Heaven and Hell
- Iron Maiden
- Judas Priest
- Motörhead
- Napalm Death
- Raven
- Saxon
- Status Quo
- Tygers of Pan Tang
- Uriah Heep
- Whitesnake

### Israelenses

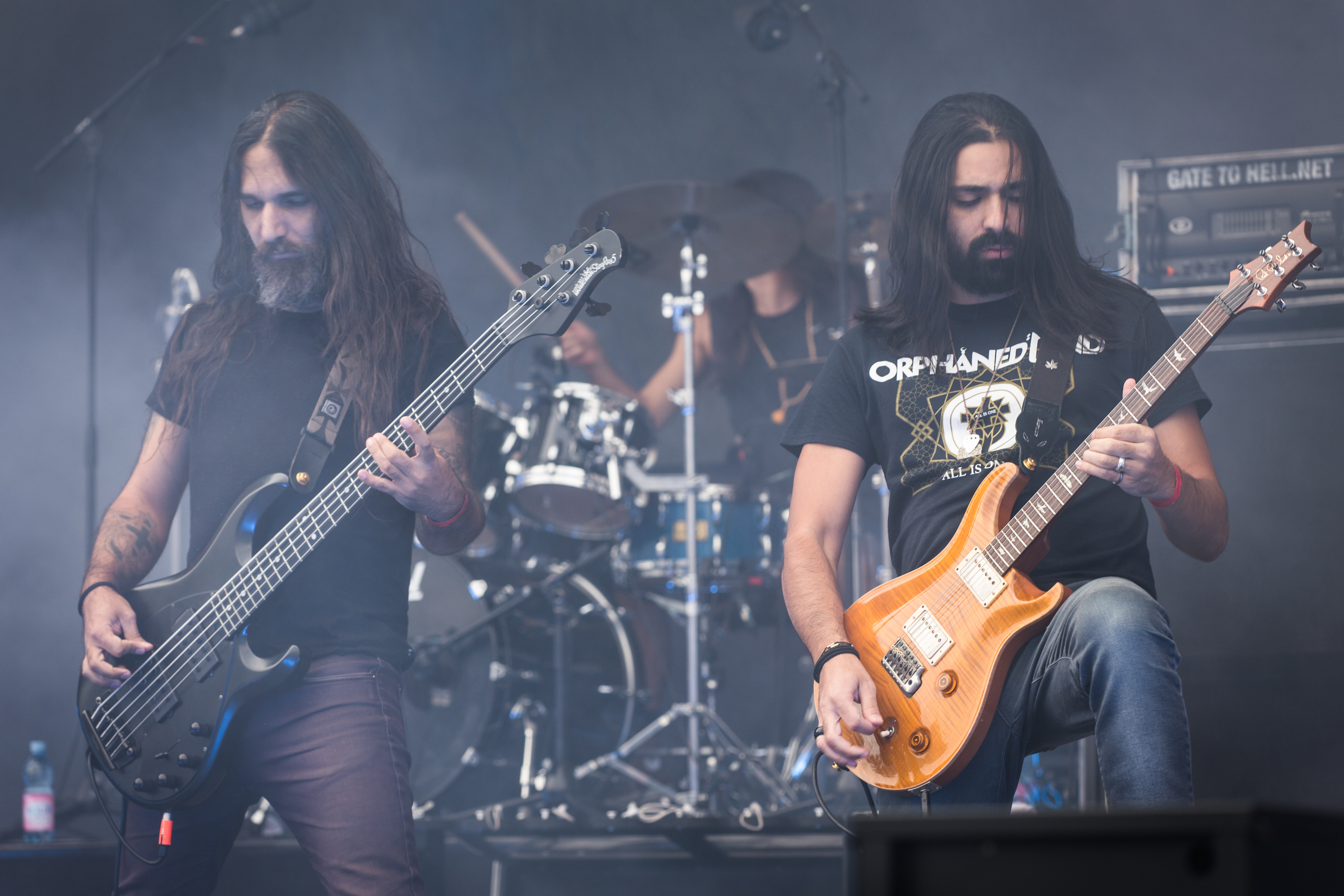
A banda israelense Orphaned Land, na edição de 2015 do Wacken Open Air

- Orphaned Land

### Italianas
- Graveworm
- Labyrinth
- Lacuna Coil
- Rhapsody of Fire

### Japonesas

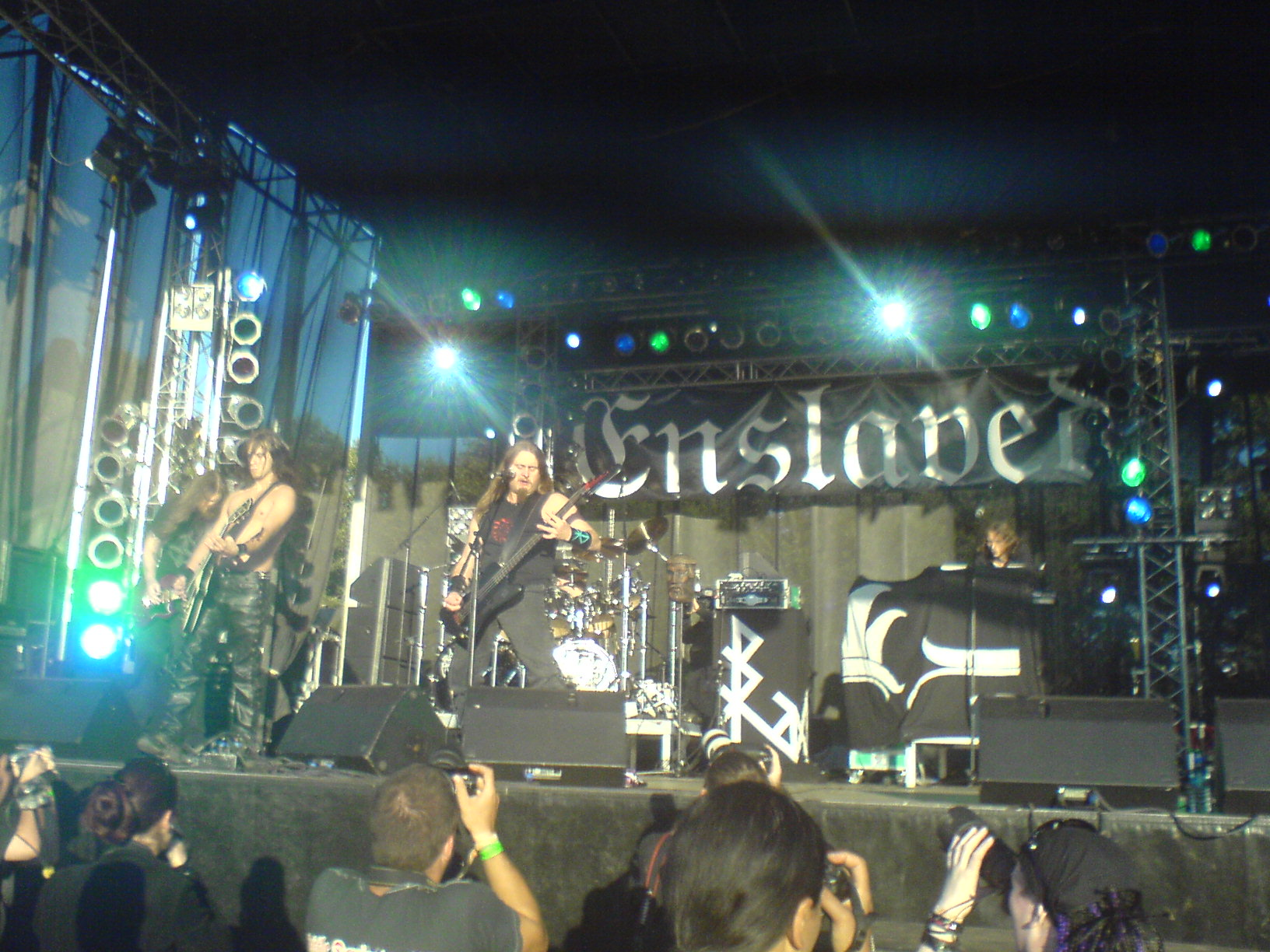
Apresentação da banda Enslaved, na edição de 2007 do Wacken Open Air.

- D'espairsRay
- Dir en grey
- Girugamesh
- Loudness
- MUCC

### Mexicanas
- The Warning

### Norueguesas

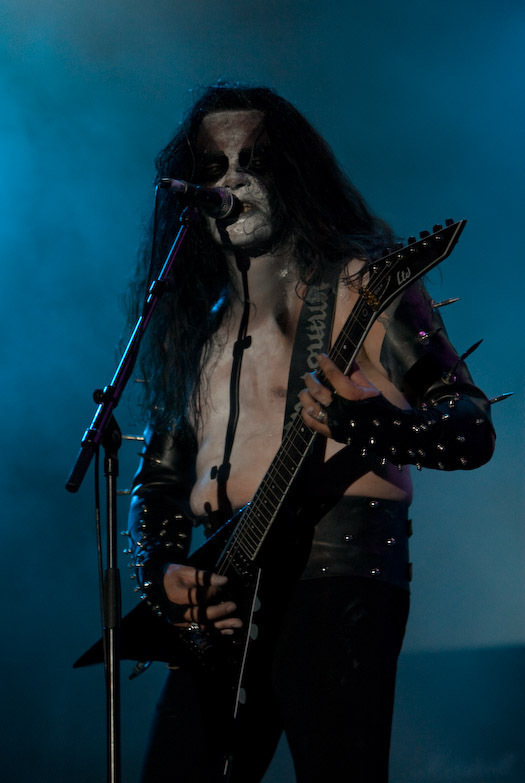
Apresentação da banda norueguesa Immortal, no Wacken Open Air, em 2007

- Borknagar
- Carpathian Forest
- Dimmu Borgir
- Emperor
- Enslaved

- Fracture
- GorgorothApresentação da banda norueguesa Immortal, no Wacken Open Air, em 2007
- Immortal
- Isengard

### Polonesas

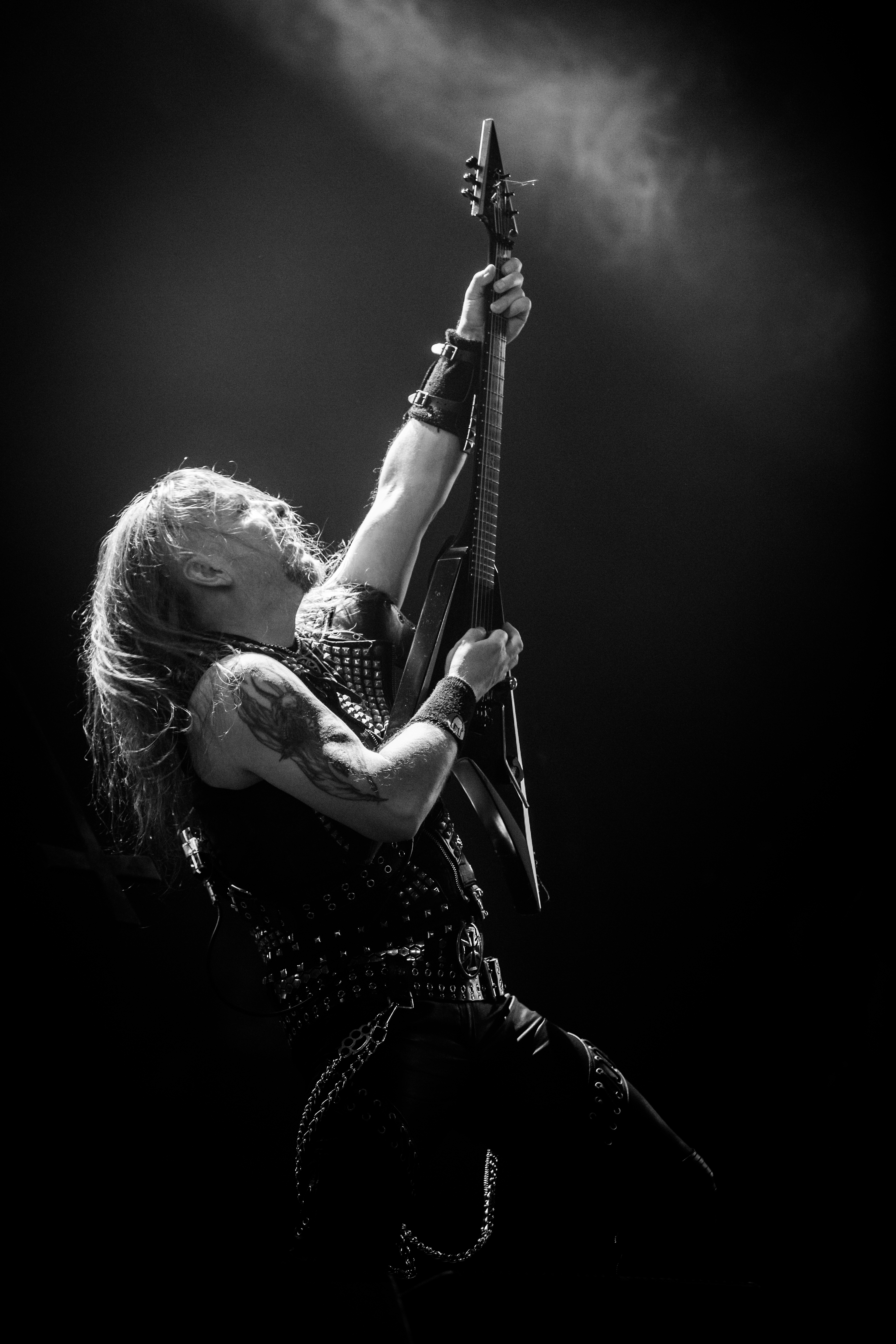
Piotr Wiwczarek, da banda polonesa Vader, no Wacken Open Air 2016

- Behemoth
- Vader

### Portuguesas
- Moonspell
- Oratory

### Russas
- Arkona[11]

### Suecas

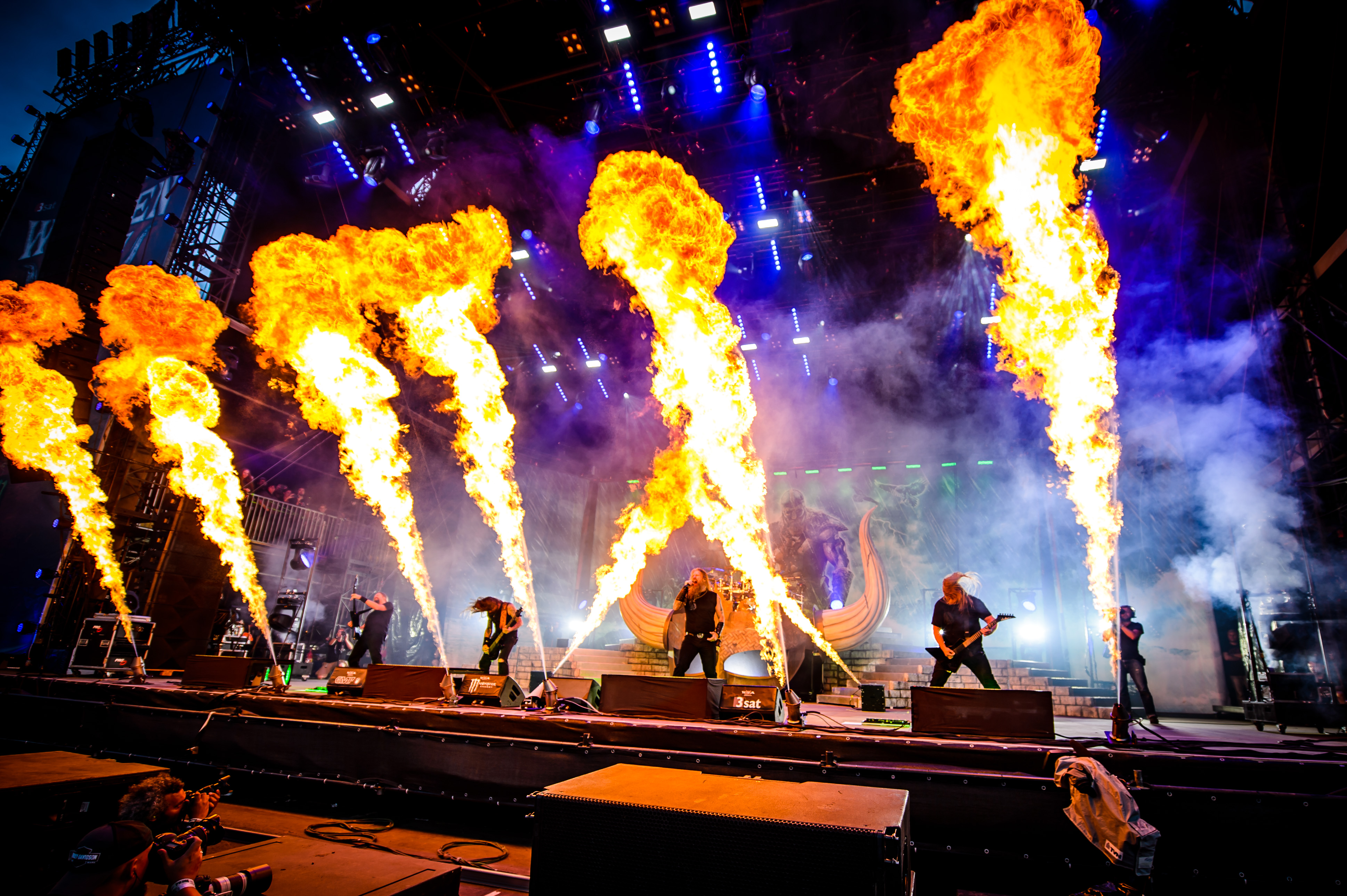
Apresantação da banda sueca Amon Amarth, na edição de 2017 do Wacken Open Air.

- Amon Amarth
- Arch Enemy
- At The Gates
- Bloodbath
- Blues Pills
- Candlemass
- Dark Tranquility
- Deathstars
- Europe
- Falconer
- Fejd
- Ghost
- Hammerfall
- The Haunted
- Hypocrisy
- In Flames[4]
- Marduk
- Naglfar
- Nasum
- Opeth
- Sabaton
- Therion
- Unleashed

### Taiwanesas
- Chthonic

### Tunisianas
- Myrath[12]

### Ucranianas
- Jinjer